# Masdevallia marthae
Masdevallia marthae är en orkidéart som beskrevs av Carlyle August Luer och Rodrigo Escobar. Masdevallia marthae ingår i släktet Masdevallia och familjen orkidéer. Inga underarter finns listade i Catalogue of Life.